# Васютинский, Антон Фёдорович
Антон(ий) Фёдорович (Афоциевич) Васютинский (17 января 1858 — 2 декабря 1935) — художник, скульптор-медальер, резчик, академик Императорской Академии художеств. Герой Труда.
Автор множества штемпелей наградных и памятных медалей и монет Российской империи и Советского Союза.

## Биография
Родился в городе Могилёве Подольской губернии в семье потомственных художников. Начальное художественное образование получил в Киевской рисовальной школе, где он обучался в 1876 — 1881 годах. В 1881 году подал прошение о зачислении в Академию художеств, успешно сдал экзамен по рисунку. Но общая недостаточность знаний позволяет ему поступить лишь на следующий год. С 1882 по 1888 год он учился в Императорской Академии художеств: с 1882 по 1884 годы в натурном классе исторической живописи. Затем в медальерном классе у академика Василия Владимировича Алексеева. В 1884 году он вынужден был прервать обучение на несколько месяцев, ввиду тяжелого материального положения и подорванного здоровья. Однако, это не повлияло на его дальнейшие успехи — в 1887 году А. Ф. Васютинский за резьбу на стали изображения Ахилла получил серебряную медаль, а в 1888 году за конкурсную медальную программу «Геркулес, убивающий трехглавую гидру» — золотую медаль, звание классного художника I степени и стал единственным за всю историю Императорской Академии художеств выпускником медальерного класса, получившим пенсионерскую поездку за границу.
С 1888 по 1893 год А. Ф. Васютинский провел в стажировках в европейских столицах: Вена, Мюнхен, Лондон и Париж, посещал монетные дворы и медальные заведения. В Вене он обучался у известного придворного медальера Антона Шарффа. При этом наиболее длительный период он находился во французской столице, где его наставниками были знаменитые скульпторы Поль Дюбуа и Жюль-Клеман Шаплен. В 1890-е годы XIX столетия Франция переживала взлёт искусства модерна, объединившего и творчески переработавшего орнаментальные и изобразительные начала разных видов искусства. Несомненно, столь яркое явление в искусстве не могло не привлечь Васютинского, и не сказаться на его творчестве. В этот период он создал ряд женских портретов в медальонах и плакетах: «Elisabeth Bureau» (1890), «Lydie» (1890), «Mignon» (1890), «Женский профильный портрет» (1892), «Victorine Coquelin» (1893). В 1892 году двенадцатью своими работами русский художник принял участие в выставке парижского салона. А в 1893 году — пятнадцатью. В 1891 году работы Васютинского получили "Почетный отзыв" Общества французских художников.
После возвращения, 17 декабря 1893 года А. Ф. Васютинский был назначен старшим медальером Санкт-Петербургского монетного двора. С 1910 года научный сотрудник Академии Художеств. В дореволюционный период А. Ф. Васютинским было создано свыше 120 штемпелей наградных и памятных медалей и плакет: «За спасение погибавших» (1894), «За храбрость» (1894), коронационных медалей Николая II (1896), «В память 50-летия Императорского Русского Археологического общества» (1896), «В память 100-летия Отечественной войны 1812 года» (1912) и многих других. Васютинский изготовил формы для памятных медалей в честь П. А. Столыпина, В. Н. Коковцова, И. Д. Иноземцева.
А. Ф. Васютинский был автором штемпеля лицевой стороны памятных медалей и монет с портретом императора Николая II: империала, полуимпериала, рублевой монеты, 50 и 25 копеек 1895—1915 годов. А так же он разработал проект юбилейной медали «В память 300-летия царствования дома Романовых».
В 1918—1920 годах работал на дому, проживал по адресу ул. Куйбышева, д. 22. В 1920 году назначен помощником управляющего, а в 1922 году — управляющим Медальной и вспомогательными частями Петроградского монетного двора. С 1926 года — главный медальер, с 1935 года — художник-консультант Ленинградского монетного двора. В годы советской власти А. Ф. Васютинским были созданы штемпеля для: серебряного рубля (1921), золотого червонца (1923), медно-никелевых 10, 15 и 20 копеечных монет, медали «50 лет научной деятельности И. П. Павлова» (1925), медали и жетона «III Международный конгресс по иранскому искусству и археологии» (1935). Медальер изготовил штемпеля Ордена Ленина II типа (1934) и знака «Будь готов к труду и обороне СССР» (1934).
В 1922 году за большой вклад в восстановление деятельности Петроградского монетного двора и чеканку монет А. Ф. Васютинский награжден грамотой и званием Героя Труда
В 1925 году по его инициативе при Академии художеств открыто медальерное отделение.
Скончался на рабочем месте 2 декабря 1935 года. Похоронен на Смоленском православном кладбище в Санкт-Петербурге.

## Звания и награды
Академик Академии художеств (1908), Герой Труда (1922), профессор.

## Работы
- Штемпели лицевой стороны золотых и серебряных общегосударственных портретных монет массового выпуска 1895—1915 гг.
- Штемпель лицевой стороны мемориального рубля 1913 года в память 300-летия дома Романовых.
- Штемпель медалей «За бой „Варяга“ и „Корейца“ 27 января 1904 года при Чемульпо», «В память 200-летия Полтавской битвы», «В память 300-летия царствования дома Романовых» и других.
- Штемпель последнего серебряного рубля Российской империи 1916 года.
- Штемпель первого серебряного рубля РСФСР 1921—1922 года.
- Штемпель золотого червонца «Сеятель» 1923 г..
- Штемпель ордена Ленина II типа.
- Штемпели никелевых монет 1931—1934 годов.
- Знак ГТО.

Некоторые работы
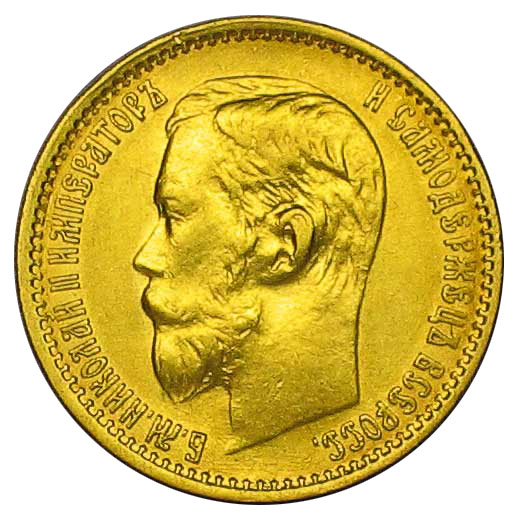
Золотые 5 рублей 1899 года.
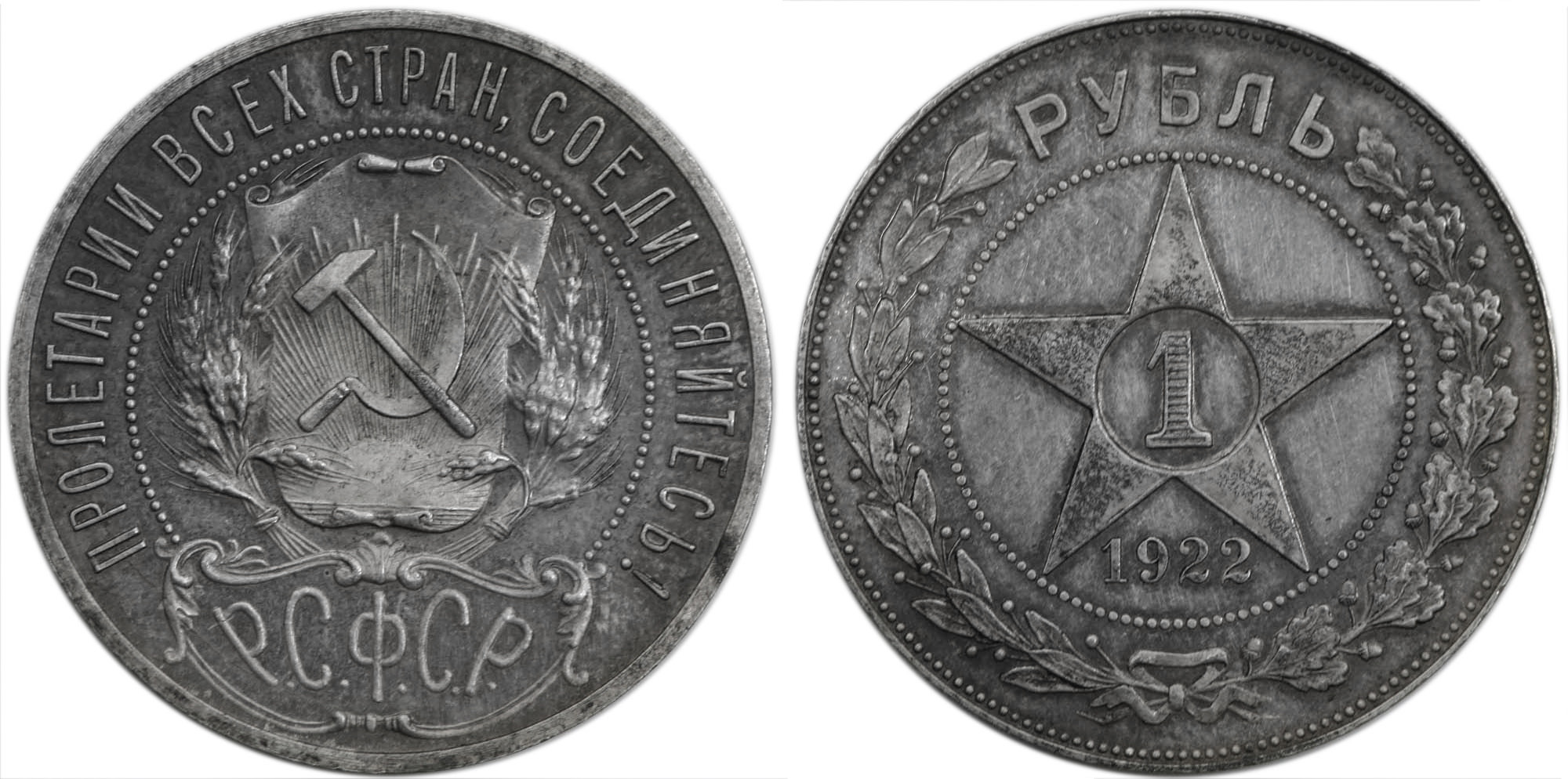
Рубль 1922 года.
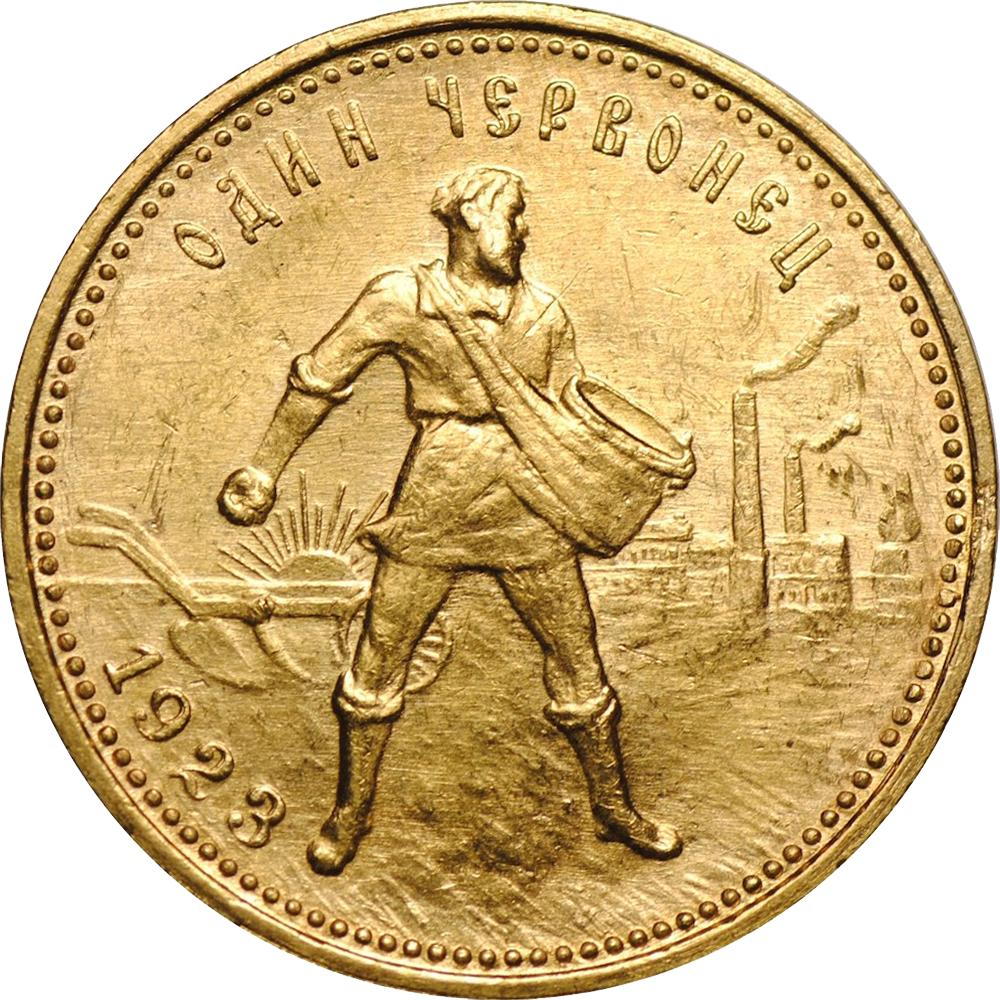
Червонец 1923 года.